# Музей Георгія Кірпи
Музей-садиба Георгія Кірпи — відкритий 20 липня 2010 y селі Клубівка Ізяславської громади Шепетівського району Хмельницької області у будинку, де пройшли дитячі та юнацькі роки Георгія Кірпи.
Експозицію музею, яку розміщено у двох кімнатах, становлять особисті речі Кірпи, фотографії, документи, залізнична форма.